# نور محمد ثاقب
نور محمد ثاقب (بالبشتوية: نور محمد ثاقب)‏ هو وزير الحج والأوقاف الحالي في أفغانستان. كما شغل سابقًا منصب رئيس المحكمة العليا خلال الفترة 1996-2001 لإمارة أفغانستان الإسلامية.
درس ثاقب في دار العلوم حقانية في باكستان وفاز بالمراكز الأولى في كل من مدرسته وفي اتحاد المدارس الباكستانية في امتحان الحديث النهائي. كما درس في مدرسة أنوار العلوم بمسجد الجامعة المركزي في جوجرانوالا، حيث درس مشكاة المصابيح والهداية شرح بداية المبتدي على يد قاضي حميد الله خان ودرس تفسير الجلالين على يد زايد الراشدي.